# Robert Ayres
Robert Ayres (11 de diciembre de 1914 - 5 de noviembre de 1968) fue un actor de cine, teatro y televisión estadounidense. Trabajó principalmente en Gran Bretaña.
Su trabajo escénico incluyó The American Dream de Edward Albee y The Death of Bessie Smith en el Royal Court Theatre de Londres en 1961.

## Filmografía seleccionada
- They Were Not Divided (1950) – American Brigadier
- State Secret (1950) – Arthur J. Buckman
- To Have and to Hold (1951) – Max
- Night Without Stars (1951) – Walter
- The Black Widow (1951) – Mark Sherwin (The Amnesiac)
- 13 East Street (1952) – Larry Conn
- 24 Hours of a Woman's Life (1952) – Frank Brown
- Cosh Boy (1953) – Bob Stevens
- The Wedding of Lilli Marlene (1953) – Andrew Jackson
- River Beat (1954) – Captain Watford
- Delayed Action (1954) – Ned Ellison
- A Prize of Gold (1955) – Tex
- Contraband Spain (1955) – Mr. Dean, American Embassy superior
- It's Never Too Late (1956) – Leroy Crane
- The Baby and the Battleship (1956) – American Captain (uncredited)
- Operation Murder (1957) – Larry Winton
- The Story of Esther Costello (1957) – Mr. Wilson
- Time Lock (1957) – Insp. Andrews
- Cat Girl (1957) – Dr. Brian Marlowe
- The Depraved (1957) – Colonel-in-chief
- A Night to Remember (1958) – Maj. Arthur Peuchen
- First Man into Space (1959) – Capt. Ben Richards
- John Paul Jones (1959) – John Adams
- A Woman's Temptation (1959) – Mike
- Date at Midnight (1959) – Gordon Baines
- Transatlantic (1960) – Hotchkiss
- The Road to Hong Kong (1962) – American Official
- Two and Two Make Six (1962) – Col. Robert Thompson
- The Sicilians (1963) – Angelo Di Marco
- The Heroes of Telemark (1965) – General Courts
- Woman's Temptation (1966) – Mike
- The 25th Hour (1967)
- Battle Beneath the Earth (1967) – Adm. Felix Hillebrand
- Isadora (1968) – (uncredited) (final film role)

## Muerte
Ayres murió de un ataque al corazón, a los 53 años, el 5 de noviembre de 1968 en Hemel Hempstead, Hertfordshire, Inglaterra.